# Vårdagjämningen
| Symbol för solstånd och dagjämningar | Tidpunkter för dagjämningarna och solstånden (UTC+00) | Tidpunkter för dagjämningarna och solstånden (UTC+00) | Tidpunkter för dagjämningarna och solstånden (UTC+00) | Tidpunkter för dagjämningarna och solstånden (UTC+00) | Tidpunkter för dagjämningarna och solstånden (UTC+00) | Tidpunkter för dagjämningarna och solstånden (UTC+00) | Tidpunkter för dagjämningarna och solstånden (UTC+00) | Tidpunkter för dagjämningarna och solstånden (UTC+00) | Tidpunkter för dagjämningarna och solstånden (UTC+00) |
| Symbol för solstånd och dagjämningar | Vårdagjämning Mars                                    | Vårdagjämning Mars                                    | Sommarsolstånd Juni                                   | Sommarsolstånd Juni                                   | Höstdagjämning September                              | Höstdagjämning September                              | Vintersolstånd December                               | Vintersolstånd December                               |                                                       |
| År | Dag                                                   | Tid                                                   | Dag                                                   | Tid                                                   | Dag                                                   | Tid                                                   | Dag                                                   | Tid                                                   |                                                       |
| --- | ----------------------------------------------------- | ----------------------------------------------------- | ----------------------------------------------------- | ----------------------------------------------------- | ----------------------------------------------------- | ----------------------------------------------------- | ----------------------------------------------------- | ----------------------------------------------------- | ----------------------------------------------------- |
| 2010 | 20                                                    | 17:32:13                                              | 21                                                    | 11:28:25                                              | 23                                                    | 03:09:02                                              | 21                                                    | 23:38:28                                              |                                                       |
| 2011 | 20                                                    | 23:21:44                                              | 21                                                    | 17:16:30                                              | 23                                                    | 09:04:38                                              | 22                                                    | 05:30:03                                              |                                                       |
| 2012 | 20                                                    | 05:14:25                                              | 20                                                    | 23:09:49                                              | 22                                                    | 14:49:59                                              | 21                                                    | 11:12:37                                              |                                                       |
| 2013 | 20                                                    | 11:02:55                                              | 21                                                    | 05:04:57                                              | 22                                                    | 20:44:08                                              | 21                                                    | 17:11:00                                              |                                                       |
| 2014 | 20                                                    | 16:57:05                                              | 21                                                    | 10:51:14                                              | 23                                                    | 02:29:05                                              | 21                                                    | 23:03:01                                              |                                                       |
| 2015 | 20                                                    | 22:45:09                                              | 21                                                    | 16:38:55                                              | 23                                                    | 08:20:33                                              | 22                                                    | 04:48:57                                              |                                                       |
| 2016 | 20                                                    | 04:30:11                                              | 20                                                    | 22:34:11                                              | 22                                                    | 14:21:07                                              | 21                                                    | 10:44:10                                              |                                                       |
| 2017 | 20                                                    | 10:28:38                                              | 21                                                    | 04:24:09                                              | 22                                                    | 20:02:48                                              | 21                                                    | 16:28:57                                              |                                                       |
| 2018 | 20                                                    | 16:15:27                                              | 21                                                    | 10:07:18                                              | 23                                                    | 01:54:05                                              | 21                                                    | 22:23:44                                              |                                                       |
| 2019 | 20                                                    | 21:58:25                                              | 21                                                    | 15:54:14                                              | 23                                                    | 07:50:10                                              | 22                                                    | 04:19:25                                              |                                                       |
| 2020 | 20                                                    | 03:50:36                                              | 20                                                    | 21:44:40                                              | 22                                                    | 13:31:38                                              | 21                                                    | 10:02:19                                              |                                                       |
| 2021 | 20                                                    | 09:37:27                                              | 21                                                    | 03:32:08                                              | 22                                                    | 19:21:03                                              | 21                                                    | 15:59:16                                              |                                                       |
| 2022 | 20                                                    | 15:33:23                                              | 21                                                    | 09:13:49                                              | 23                                                    | 01:03:40                                              | 21                                                    | 21:48:10                                              |                                                       |
| 2023 | 20                                                    | 21:24:24                                              | 21                                                    | 14:57:47                                              | 23                                                    | 06:49:56                                              | 22                                                    | 03:27:19                                              |                                                       |
| 2024 | 20                                                    | 03:06:21                                              | 20                                                    | 20:50:56                                              | 22                                                    | 12:43:36                                              | 21                                                    | 09:20:30                                              |                                                       |
| 2025 | 20                                                    | 09:01:25                                              | 21                                                    | 02:42:11                                              | 22                                                    | 18:19:16                                              | 21                                                    | 15:03:01                                              |                                                       |
| 2026 | 20                                                    | 14:45:53                                              | 21                                                    | 08:24:26                                              | 23                                                    | 00:05:08                                              | 21                                                    | 20:50:09                                              |                                                       |
| 2027 | 20                                                    | 20:24:36                                              | 21                                                    | 14:10:45                                              | 23                                                    | 06:01:38                                              | 22                                                    | 02:42:04                                              |                                                       |
| 2028 | 20                                                    | 02:17:02                                              | 20                                                    | 20:01:54                                              | 22                                                    | 11:45:12                                              | 21                                                    | 08:19:33                                              |                                                       |
| 2029 | 20                                                    | 08:01:52                                              | 21                                                    | 01:48:11                                              | 22                                                    | 17:38:23                                              | 21                                                    | 14:13:59                                              |                                                       |
| 2030 | 20                                                    | 13:51:58                                              | 21                                                    | 07:31:11                                              | 22                                                    | 23:26:46                                              | 21                                                    | 20:09:30                                              |                                                       |
| 2031 | 20                                                    | 19:40:51                                              | 21                                                    | 13:17:00                                              | 23                                                    | 05:15:10                                              | 22                                                    | 01:55:25                                              |                                                       |
| 2032 | 20                                                    | 01:21:45                                              | 20                                                    | 19:08:38                                              | 22                                                    | 11:10:44                                              | 21                                                    | 07:55:48                                              |                                                       |
| 2033 | 20                                                    | 07:22:35                                              | 21                                                    | 01:00:59                                              | 22                                                    | 16:51:31                                              | 21                                                    | 13:45:51                                              |                                                       |
| 2034 | 20                                                    | 13:17:20                                              | 21                                                    | 06:44:02                                              | 22                                                    | 22:39:25                                              | 21                                                    | 19:33:50                                              |                                                       |
| 2035 | 20                                                    | 19:02:34                                              | 21                                                    | 12:32:58                                              | 23                                                    | 04:38:46                                              | 22                                                    | 01:30:42                                              |                                                       |
| 2036 | 20                                                    | 01:02:40                                              | 20                                                    | 18:32:03                                              | 22                                                    | 10:23:09                                              | 21                                                    | 07:12:42                                              |                                                       |
| 2037 | 20                                                    | 06:50:05                                              | 21                                                    | 00:22:16                                              | 22                                                    | 16:12:54                                              | 21                                                    | 13:07:33                                              |                                                       |
| 2038 | 20                                                    | 12:40:27                                              | 21                                                    | 06:09:12                                              | 22                                                    | 22:02:05                                              | 21                                                    | 19:02:08                                              |                                                       |
| 2039 | 20                                                    | 18:31:50                                              | 21                                                    | 11:57:14                                              | 23                                                    | 03:49:25                                              | 22                                                    | 00:40:23                                              |                                                       |
| 2040 | 20                                                    | 00:11:29                                              | 20                                                    | 17:46:11                                              | 22                                                    | 09:44:43                                              | 21                                                    | 06:32:38                                              |                                                       |
| 2041 | 20                                                    | 06:06:36                                              | 20                                                    | 23:35:39                                              | 22                                                    | 15:26:21                                              | 21                                                    | 12:18:07                                              |                                                       |
| 2042 | 20                                                    | 11:53:06                                              | 21                                                    | 05:15:38                                              | 22                                                    | 21:11:20                                              | 21                                                    | 18:03:51                                              |                                                       |
| 2043 | 20                                                    | 17:27:34                                              | 21                                                    | 10:58:09                                              | 23                                                    | 03:06:43                                              | 22                                                    | 00:01:01                                              |                                                       |
| 2044 | 19                                                    | 23:20:20                                              | 20                                                    | 16:50:55                                              | 22                                                    | 08:47:39                                              | 21                                                    | 05:43:22                                              |                                                       |
| 2045 | 20                                                    | 05:07:24                                              | 20                                                    | 22:33:41                                              | 22                                                    | 14:32:42                                              | 21                                                    | 11:34:54                                              |                                                       |
| 2046 | 20                                                    | 10:57:38                                              | 21                                                    | 04:14:26                                              | 22                                                    | 20:21:31                                              | 21                                                    | 17:28:16                                              |                                                       |
| 2047 | 20                                                    | 16:52:26                                              | 21                                                    | 10:03:16                                              | 23                                                    | 02:07:52                                              | 21                                                    | 23:07:01                                              |                                                       |
| 2048 | 19                                                    | 22:33:37                                              | 20                                                    | 15:53:43                                              | 22                                                    | 08:00:26                                              | 21                                                    | 05:02:03                                              |                                                       |
| 2049 | 20                                                    | 04:28:24                                              | 20                                                    | 21:47:06                                              | 22                                                    | 13:42:24                                              | 21                                                    | 10:51:57                                              |                                                       |
| 2050 | 20                                                    | 10:19:22                                              | 21                                                    | 03:32:48                                              | 22                                                    | 19:28:18                                              | 21                                                    | 16:38:29                                              |                                                       |
| Källa: Earth's Seasons — Naval Oceanography Portal (engelska) och från 2021 Solstice and Equinox Table Courtesy of Fred Espenak, www.Astropixels.com (engelska) |                                                       |                                                       |                                                       |                                                       |                                                       |                                                       |                                                       |                                                       |                                                       |

Vårdagjämningen inträffar när solskivans centrum passerar gränsen mellan södra och norra himmelshalvan, det vill säga passerar himmelsekvatorn. Punkten på himmelsekvatorn där passagen sker kallas vårdagjämningspunkten.
Vårdagjämningen är inte en dag, utan en ögonblicklig händelse som inträffar vid en bestämd tidpunkt vid olika klockslag på skilda ställen på jorden, beroende på i vilken tidszon man befinner sig. 
På norra halvklotet infaller den i mars och på södra halvklotet infaller den i september (samtidigt som höstdagjämningen på norra halvklotet).

## Beskrivning

Hur solen belyser jorden vid dagjämningspunkterna.

Natt och dag är inte exakt lika långa vid vårdagjämningen. Detta förhållande inträder något dygn tidigare. Det beror på ljusets brytning i atmosfären, den så kallade atmosfäriska refraktionen, och att solen ses som en skiva på himlen. Dessa båda faktorer innebär att solen "lyser på" lite mer än halva jorden samtidigt. Detta medför att dagen blir längre och natten kortare än de skulle ha varit om jorden saknat atmosfär (och solen varit punktformig). Refraktionen och solskivans diameter medför också att dag och natt är lika långa först något dygn efter höstdagjämningen. Solens upp- och nedgång sker sålunda när solen står cirka 50 bågminuter under horisonten (16' av detta motsvarar solskivans radie medan resterande 34' beror på refraktionen). Vid ekvatorn, där solen går upp i rät vinkel mot horisonten, innebär detta att dagen är (ungefär) tolv timmar, sex minuter och 40 sekunder lång under hela året. Närmare polerna ökar dagslängden alltmer vid dagjämningarna, eftersom solen går upp/ner i allt flackare vinkel ju närmare polerna man kommer.
Dagarna omkring vårdagjämningen går solen upp (ungefär) rakt i öster, och omkring tolv timmar senare går den ner (ungefär) rakt i väster. Dagarna kring vårdagjämningen är ungefär lika långa över en stor del av jorden, men skillnaderna blir markanta när man närmar sig polerna (se diagrammet över dagens längd nedan). Vid nord- och sydpolen går solen upp vid (några dagar före) respektive vårdagjämning och förblir sedan över horisonten till (några dagar efter) höstdagjämningen då den åter går ner och är under horisonten till strax före nästa vårdagjämning.

Solens upp- och nedgång sker när solskivans överkant tangerar den "skenbara" horisonten.
Vid 60 graders latitud går solen upp i 30 graders vinkel mot horisonten, vilket innebär att jorden roterar dubbelt så långt (100' i stället för 50'[9]) som vid ekvatorn vilket gör skillnaden i tid till den dubbla. Dagen är således tolv timmar och 13 minuter vid dagjämningarna. Den blå linjen representerar horisonten om jorden saknat atmosfär (d.v.s. jordytans tangentialplan), medan den röda linjen representerar den "skenbara" horisonten som skapas genom refraktionen. Därtill kommer solens skenbara radie.
Diagram över dagens längd (från soluppgång till solnedgång) vid olika latituder på jorden under året. Notera att dagens längd når tolv timmar några dagar före vårdagjämningen. Att dagen är lika lång som natten inträffar tidigare ju närmare ekvatorn man befinner sig (men ändringen i dagslängd går snabbare ju längre från ekvatorn man kommer, så skillnaden i dagslängd vid själva vårdagjämningen är större ju närmare polerna man befinner sig).

## I kulturen
De flesta äldre solkalendrar räknade vårdagjämningen som nyåret. Bland iranska folk, inklusive de i Afghanistan och Tadzjikistan, firas fortfarande det iranska nyåret (Nouruz) på vårdagjämningsdagen. Den kurdiska varianten Newroz har delvis andra inslag och bakgrund.

### Webbkällor
- Vårdagjämning i Nationalencyklopedins nätupplaga.